# Tứ đại nguyên soái
Tứ đại hộ pháp nguyên soái là bốn vị thần hộ pháp trong Đạo giáo, đứng đầu ba mươi sáu vị Thiên tướng dưới trướng Huyền Thiên Thượng Đế.
Tứ đại hộ pháp nguyên soái có nhiều phiên bản khác nhau, phiên bản thường thấy gồm:
- Mã nguyên soái, còn gọi là Mã nguyên quân, Hoa Quang thiên vương, Hoa Quang đại đế
- Triệu nguyên soái, tức là Vũ Tài thần Triệu Công Minh, Triệu Huyền Đàm
- Ôn nguyên soái, tức là Ôn Quỳnh, Đông nhạc đế bộ tướng
- Quan nguyên soái, tức là Quan Thánh Đế Quân (Quan Vũ)

Trong bốn đại nguyên soái này, Triệu nguyên soái Triệu Công Minh và Quan nguyên soái Quan Vũ được thờ như là vị thần tài giữ của cải, được các nhà buôn bán thờ. Mã nguyên soái được xem như một vị thiên vương, có thuyết cho rằng ông là hỏa thần phương Nam.